# Jacksonville (Pennsilvània)
Jacksonville és una concentració de població designada pel cens dels Estats Units a l'estat de Pennsilvània. Segons el cens del 2000 tenia 675 habitants.

## Demografia
Segons el cens del 2000, Jacksonville tenia 675 habitants, 300 habitatges, i 186 famílies. La densitat de població era de 38,6 habitants per quilòmetre quadrat.
Dels 300 habitatges en un 24,3% hi vivien nens de menys de 18 anys, en un 48% hi vivien parelles casades, en un 8,7% dones solteres, i en un 37,7% no eren unitats familiars. En el 34,3% dels habitatges hi vivien persones soles el 19,3% de les quals corresponia a persones de 65 anys o més que vivien soles. El nombre mitjà de persones vivint en cada habitatge era de 2,24 i el nombre mitjà de persones que vivien en cada família era de 2,89.
Per edats la població es repartia de la següent manera: un 20,1% tenia menys de 18 anys, un 9% entre 18 i 24, un 27% entre 25 i 44, un 23,7% de 45 a 60 i un 20,1% 65 anys o més.
L'edat mediana era de 41 anys. Per cada 100 dones de 18 o més anys hi havia 87,8 homes.
La renda mediana per habitatge era de 30.052 $ i la renda mediana per família de 39.688 $. Els homes tenien una renda mediana de 33.409 $ mentre que les dones 20.469 $. La renda per capita de la població era de 15.917 $. Entorn del 7,1% de les famílies i l'11% de la població estaven per davall del llindar de pobresa.

## Poblacions més properes
El següent diagrama mostra les poblacions més properes.